# Spanische Flagge (Medizin)

Flagge Spaniens mit gelbem Strich zwischen zwei roten Streifen

Als Spanische Flagge bezeichnet man ein Hautphänomen bei einer Gelbfieber-Infektion, das als einfaches diagnostisches Mittel herangezogen wird. Dabei streicht man mit dem Fingernagel über die Haut eines Erkrankten und kann beobachten, wie sich in der Mitte ein deutlicher gelber Strich umgeben von zwei roten Streifen abzeichnet. In Anlehnung an die spanischen Nationalfarben entstand dieser Begriff zuerst in Süd- und Mittelamerika.
Vor allem bei Fällen, bei denen die Gelbfärbung der Haut nicht deutlich zu sehen ist, bietet die „Spanische Flagge“ einen guten Hinweis. Zu erklären ist das Phänomen dadurch, dass einerseits bei Gelbfieber eine erhöhte Fragilität der kapillaren Blutgefäße vorliegt (roter Strich) und gleichzeitig Gallenfarbstoffe aus dem Zerfall von Lebergewebe die Haut gelb färben und dies bei einer Abblassung der Haut durch Fingerdruck verstärkt sichtbar wird.

## Quelle
- Stefan Winkle: Kulturgeschichte der Seuchen. Komet, Düsseldorf/Zürich 1997, ISBN 3-933366-54-2, S. 965.